# Microevolução
Microevolução é a ocorrência de mudanças evolutivas em pequena escala, como as mudanças de frequências gênicas dentro de uma população  , ao longo de um número reduzido de gerações. Ou seja, corresponde às alterações que ocorrem numa escala de curtos espaços de tempo, sendo que estas alterações acontecem ao nível ou abaixo do nível taxonômico da espécie. Os processos microevolutivos devem-se a quatro diferentes processos: A mutação, a seleção natural, a deriva genética e o fluxo gênico (migração).

## Conceito
A microevolução (evolução em menor escala) é uma das linhas de evidência que sustentam a hipótese de que organismos mudam no decorrer do tempo. Ela vai contra a Teoria da Criação Especial, que afirma que as espécies são imutáveis. Além da microevolução, outra ideia que existe a partir das evidências da descendência com modificação, é a macroevolução.
Tomemos como um exemplo simples para melhor entendimento, uma população de determinada espécie de besouros que vive em um mesmo topo de montanha. Imagine que foram realizadas duas coletas de amostras desses besouros, sendo que uma coleta foi feita em um ano, e a outra no ano seguinte, e que foram obtidos os seguintes resultados: Na primeira coleta, identificou-se que 80% dos genes na população era para coloração verde e 20% era para coloração marrom. No ano seguinte, o processo foi repetido, e observou-se uma nova proporção, de 60% de genes para a coloração verde e 40% para a coloração marrom.
O caso descrito é somente ilustrativo, e nos mostra um exemplo de mudança microevolutiva, pois envolve uma alteração na frequência gênica de uma população, em um intervalo curto de tempo, no caso, de um ano para o outro.
A análise de processos microevolutivos envolve o estudo da genética populacional, que é a subárea da biologia que fornece a estrutura matemática necessária para se compreender este e os demais processos evolutivos. Normalmente, casos observáveis de evolução são exemplos de microevolução.

## Origem do termo
O entomólogo russo Yuri Filipchenko (ou Philipchenko, dependendo da transliteração) criou os termos "microevolução" e "macroevolução" em 1927, em seu trabalho em alemão, Variabilität und Variation, uma tentativa de reconciliar a genética mendeliana com  a evolução.. Os termos foram introduzidos à comunidade de biólogos de língua inglesa por Theodosius Dobzhansky, em Genetics and the Origin of Species, no ano de 1937.
Desde a criação desses termos, o significado dos mesmos tem sido revisado diversas vezes. A discussão que gera controvérsias se dá entre cientistas que, de um lado, preferem considerar a evolução como um processo único, sendo a macroevolução resultante do acúmulo de processos microevolutivos (o que faz com que essa divisão entre micro e macroevolução seja artificial), e de outro, aqueles que acreditam que os dois eventos percorrem caminhos distintos.

## Mecanismos da microevolução
As mudanças microevolutivas ocorrem por meio de diferentes processos, que são a mutação, a migração, a seleção natural e a deriva genética. Todos são fatores que podem afetar diretamente as frequências gênicas em uma população. O que cabe ao pesquisador é descobrir, a partir da análise de determinadas mudanças microevolutivas, quais destes quatro fatores, ou combinação entre eles, causou a alteração.

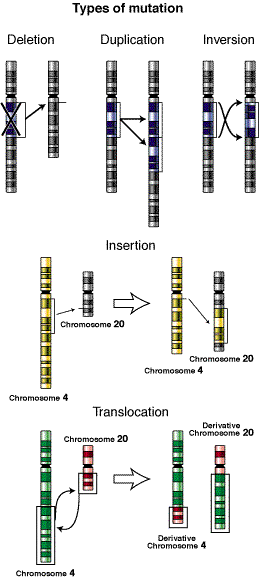
Esquema com cinco tipos de mutações cromossômicas

### Mutação
Ver artigo principal: Mutação
Quando o DNA parental é copiado para formar nova molécula de DNA, normalmente ele é copiado com exatidão. Mutação é qualquer mudança na nova molécula de DNA em relação à molécula parental. As mutações podem alterar uma única base, ou nucleotídeos, ou curtos segmentos de base, ou partes do cromossomo ou cromossomos inteiros. As mutações podem ser detectadas tanto no nível de DNA quanto no nível fenotípico.
Utilizando o exemplo dos besouros já mencionado, imagine que inicialmente o que havia era uma população somente de besouros verdes que cruzando entre si só dariam origem a novos besouros com a mesma coloração. Após poucas gerações, um pesquisador observa que um besouro adquiriu uma alteração no padrão de cores, que o torna parcialmente marrom, ou seja, diferente da cor original de todos os outros indivíduos. O que ocorreu neste caso que resultou no aparecimento da coloração marrom nesta população foi uma mutação, que a partir de alterações genética acabou por causar uma mudança a nível fenotípico.
As mutações resultam de um mecanismo aleatório. Elas podem ser classificadas em diferentes tipos, analisando-se em diferentes aspectos.  Pode ter efeito estrutural, por exemplo, onde a mutação pode ser em pequena escala, afetando um ou poucos genes, ou poucos nucleotídeos, ou pode se dar em grande escala, onde afeta a estrutura do cromossomo. A ocorrência de uma mutação pode causar também alterações funcionais, como a perda de função ou ganho de função do produto gênico, por exemplo. Uma mutação pode ser também benéfica, nociva, ou neutra ao organismo. Uma mudança evolutiva ocorre a partir do acúmulo de muitas mutações. Porém, nem todas as mutações são importantes evolutivamente, como no caso das mutações neutras.

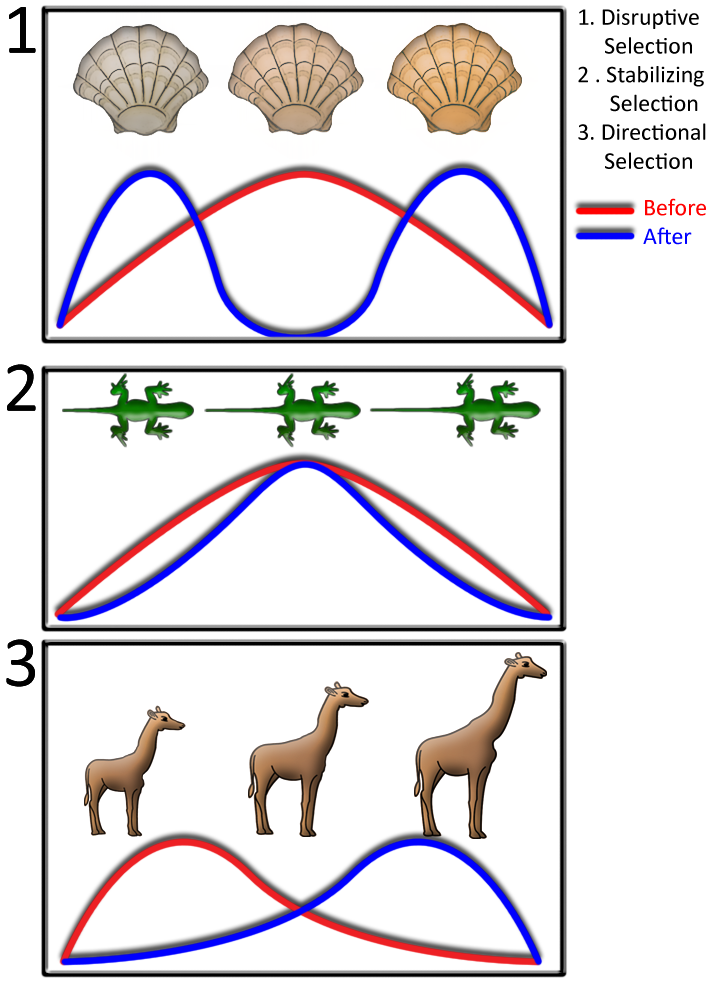
Esquema representando os três tipos de seleção: disruptiva, estabilizadora e direcional

### Seleção natural
Ver artigo principal: Seleção natural
Seleção natural é o processo pelo qual aquelas formas de organismos de uma população que estão mais bem-adaptadas ao ambiente aumentam em freqüência relativamente às formas menos bem-adaptadas, ao longo de uma série de gerações.
Tomando como exemplo a população fictícia de besouros novamente, poderíamos considerar, por exemplo, que besouros com genes marrons sejam mais aptos do que os verdes, escapando mais facilmente da predação por pássaros, enquanto os verdes sejam mais vulneráveis. Dessa forma, os besouros de coloração marrom sobreviveriam por mais tempo e se reproduziriam com uma frequência bem maior do que a dos besouros verdes, levando ao aumento da quantidade de genes que determinam a coloração marrom na geração seguinte.
A seleção natural pode ser direcional, estabilizadora ou disruptiva. No caso de uma seleção direcional, considerando que em uma determinada espécie os indivíduos com tamanho corporal menor tenham maior aptidão, então, nesse caso a ação da seleção natural será a de fazer com que a espécie tenha o seu tamanho corporal médio diminuído no decorrer do tempo. No caso de uma seleção estabilizadora, tomando como exemplo uma população de determinada espécie onde os indivíduos de tamanho intermediário sejam os mais aptos, então a seleção irá agir contra mudanças no tamanho corporal e mantém a população constante ao longo do tempo. O último tipo é a seleção disruptiva. Nesse caso, ambos os extremos de tamanho corporal seriam favorecidos em relação ao tipo intermediário, e, se a seleção é forte o suficiente, a população se dividirá em duas.

Gráfico representando um caso de deriva genética

### Deriva genética
Ver artigo principal: Deriva genética
Em uma população pequena, a amostragem aleatória de gametas para produzir a próxima geração pode mudar a frequência gênica. A esse processo é dado o nome de deriva genética. Resumidamente, a deriva kek genética envolve as mudanças aleatórias nas freqüências dos genes de uma população ao longo do tempo . É uma mudança nas freqüências dos alelos de uma população, proveniente de um erro de amostragem quando da extração dos gametas do conjunto gênico para formar os zigotos e da variação ao acaso na sobrevivência e/ou no sucesso reprodutivo; resulta em evolução não-adaptativa..
Utilizando o caso da população de besouros verdes, somente como exemplo ilustrativo, a deriva genética poderia atuar caso houvesse cruzamento entre os indivíduos, e apenas por acaso mais genes marrons do que verdes aparecessem na descendência..

### Fluxo gênico (migração)
Ver artigo principal: Fluxo gênico
Fluxo gênico é a movimentação de genes para uma população, através do intercruzamento ou por migração e intercruzamento. Naturalmente, esta troca de genes entre populações se dá por meio da migração. O processo de migração consiste na movimentação de alelos entre grupos populacionais, por meio da movimentação de indivíduos ou através do transporte de gametas por vento, água ou polinizadores.
Imaginemos que além da população de besouros mencionada anteriormente, de besouros somente verdes, exista uma outra população separada de besouros marrons. A migração é um outro mecanismo microevolutivo capaz de fazer com que a população inicial resulte numa população com os dois tipos de coloração. Pode haver, por exemplo, uma imigração da população de indivíduos marrons para dentro da população de indivíduos verdes, o que levaria à ocorrência de fluxo gênico, causando a modificação observada.

## Observação direta da microevolução
Visto que a microevolução abrange modificações que ocorrem em curtos espaços de tempo entre gerações, é possível às vezes que a observemos ocorrer diretamente. A microevolução pode ser facilmente demonstrada nos laboratórios para a satisfação da maioria dos observadores. Enquanto os eventos de especiação têm sido demonstrados em laboratório e no campo, diferenças realmente dramáticas entre espécies não ocorrem usualmente em escalas de tempo diretamente observáveis (e ocorrem demasiado rápido para o processo ser mostrado nos registros fósseis).
Dessa forma, a observação dos organismos vivos e suas modificações no decorrer do tempo nos mostra evidências diretas da microevolução. São inúmeros os exemplos, e aqui são citados alguns.

### Tamanho de pardais da América do Norte
Um bom exemplo de microevolução pode ser visto no caso do tamanho corporal de pardais na América do Norte, onde foram introduzidos em 1852. Desde aquela época, os pardais têm evoluído características diferentes em locais diferentes, sendo os pardais do norte maiores que os do sul. Essa divergência é, pelo menos em parte, resultante da seleção natural, que favoreceu os pássaros maiores no norte (onde as temperaturas são mais frias), enquanto no sul o tamanho corporal menor prevalesceu (onde as temperaturas são mais elevadas). Em locais mais frios, os pardais maiores obtiveram sucesso evolutivo por terem mais chances de sobrevivência.  O mapa ilustra esta observação.

Representação esquemática de como a resistencia antibiótica é aumentada pela seleção natural

### Genes de resistência
Resistência a pesticidas, herbicidas e antibióticos são exemplos de microevolução por seleção natural. Citemos como exemplo o caso das mudanças evolutivas em genes de resistência a antibióticos. Em cada geração bacteriana, novas mutações e combinações de genes são geradas. Se alguns genes destes forem resistentes a uma droga a qual as bactérias forem expostas, as bactérias mais vulneráveis serão eliminadas, e as resistentes serão selecionadas positivamente, isto é, a seleção natural favorecerá as versões resistentes do gene. No decorrer de muitas gerações, as bactérias se adaptam às nossas defesas, bem mais rapidamente que nossas tentativas de superarmos essas adaptações. Um exemplo é a bactéria enterococci, que evoluiu resistência a vários tipos de antibióticos.

### Aparelho bucal no percevejo do saboeiro

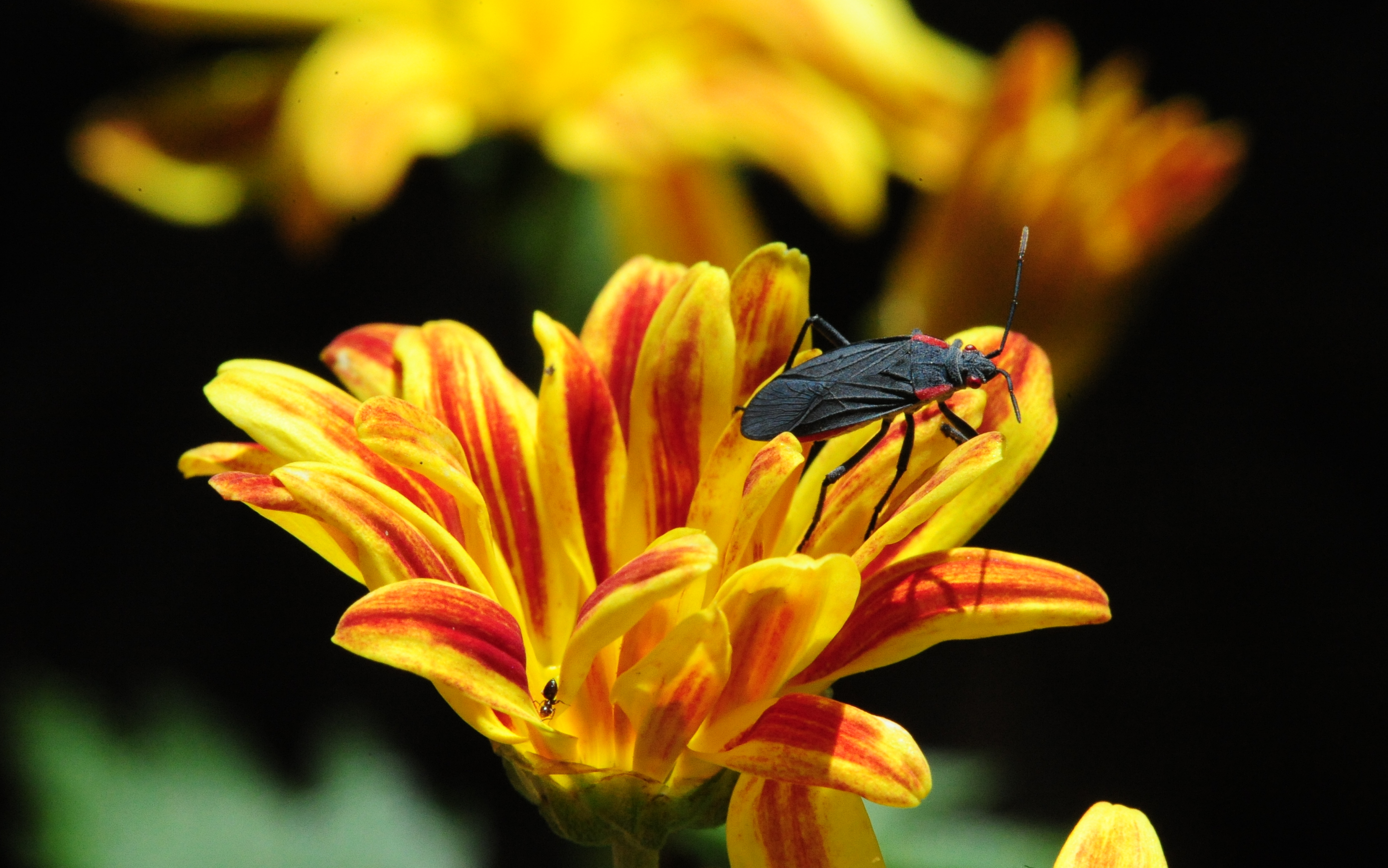
Jadera Haematoloma (percevejo do saboeiro), hemíptero nativo do sul dos Estados Unidos, que desenvolveram diferentes aparelhos bucais a partir da mudança do fruto explorado

Um outro exemplo da observação da microevolução é o trabalho de Scott Carroll sobre o percevejo do saboeiro, Jadera haematoloma (um hemíptero nativo do sul dos Estados Unidos), que mostra as mudanças evolutivas que resultaram no desenvolvimento de aparelhos bucais menores por parte destes animais. A ação destes percevejos sobre a planta hospedeira se dá da seguinte forma: Eles possuem longos aparelhos bucais que sondam as suturas entre as concavidades das cápsulas dos frutos na tentativa de alcançar as sementes que ficam armazenadas dentro da cápsula, sugando seu conteúdo.
Até 1925, estes percevejos viviam unicamente na trepadeira-balão de cápsula globosa, com ocorrência em regiões da Flórida. A partir de 1926, jardineiros passaram a plantas a espécie ornamental chuva-de-ouro, que tem como característica frutos com cápsulas planas. Sendo assim, os percevejos começaram a explorar essa nova espécie, e suas populações cresceram.
O resultado foi que, as populações que preferiam explorar a nova espécie de cápsula plana desenvolveram uma estrutura bucal muito menor que a da população que vivia na hospedeira de cápsula globosa. Assim, uma hipótese sugere que essa mudança evolutiva observada evoluiu devido à mudança para uma nova hospedeira.

## Microevolução vs Macroevolução
Após Charles Darwin publicar A Origem das Espécies, por longos anos, darwinistas e não-darwinistas entraram em debate. As reações às duas teorias de Darwin -evolução e seleção natural- diferiram. A ideia da evolução criou controvérsias, embora tenha sido mais na esfera popular do que entre os cientistas. A evolução parecia contradizer a Bíblia, na qual é dito que os vários tipos de seres vivos foram criados separadamente. Já a seleção natural foi fortemente rejeitada por muitos estudiosos e resultando em discussões entre eles.  Com a redescoberta das leis da genética de Mendel, em 1900, não houve ainda o consenso de imediato.
A concordância entre as duas visões só foi possível com a síntese evolutiva moderna, que combinou a teoria de evolução de espécies por meio da seleção natural de Darwin com a genética como base para a herança biológica de Gregor Mendel.
A partir da síntese moderna, muitas foram as contribuições para a compreensão dos eventos micro e macroevolutivos. Até então, o estudo da macroevolução estava basicamente nas mãos dos paleontólogos, que não tinham nenhuma conexão efetiva com a genética ou com os estudos de especiação. A maioria dos paleontólogos acreditava no saltacionismo e considerava que os eventos macroevolutivos eram de um tipo especial, bem diferente dos fenômenos populacionais que os geneticistas e estudiosos da especiação pesquisavam. Tudo na macroevolução parecia ser diferente do que se observava na microevolução, e tudo isso se confirmava pela prevalência de descontinuidades entre os táxons superiores.
Posteriormente, com a refutação, pela síntese evolucionista, do saltacionismo e teorias envolvidas a ele, era cada vez mais necessário explicar a macroevolução como um fenômeno populacional, ou seja, um fenômeno que pudesse ser derivado diretamente de eventos e processos que ocorrem durante a microevolução.
Como pode-se observar, as discussões acerca do uso dos termos micro e macroevolução ocorrem desde muito tempo. Tradicionalmente, mudanças intrapopulacionais que ocorrem em prazos curtos são denominadas microevolução, e mudanças que acontecem em longos períodos de tempo, entre grupos taxonômicos mais amplos, como a evolução dos peixes em tetrápodes e das algas verdes em plantas vasculares, por exemplo, são chamadas de macroevolução.

### Extrapolação vs Processo distinto
A visão de que a macroevolução pode ser devida ao acúmulo de eventos microevolutivos é chamada de modelo extrapolativo da macroevolução. Assim, a macroevolução seria ocasionada pela “extrapolação” da microevolução. A teoria da extrapolação da microevolução diz que os quatro mecanismos básicos evolutivos - mutação, migração, deriva genética e seleção natural - podem produzir mudanças evolutivas grandes se for dado tempo suficiente. Porém, há ainda a visão de que a microevolução e a macroevolução são processos separados, não conectados dessa forma. No modelo de micro e macroevolução como processos distintos, a microevolução consistiria então em um fenômeno dirigido por um conjunto de processos, e macroevolução seria dirigido por outros.
Um exemplo que ilustra essa discussão a respeito da microevolução e macroevolução é o da origem dos mamíferos. As modificações de características reptilianas para mamíferas ocorreram, na história evolutiva, de forma gradual. Estudos acerca da taxa de evolução dos répteis tipo mamíferos apontam que os mamíferos evoluíram em muitas etapas, e que a taxa de evolução morfológica foi aproximadamente constante durante o período de 100 milhões de anos. Durante todo esse período, a taxa evolutiva se manteve estável, e só bem posteriormente é que grandes diferenças entre répteis e mamíferos apareceram. Essas diferenças estão relacionadas às adaptações adquiridas pelo grupo dos mamíferos. Mamíferos possuem alta taxa metabólica, adaptações dentárias e mandibulares para uma alimentação forte e eficiente, adaptações locomotoras para possibilitar movimentos rápidos, dentre outras características. Todas essas modificações foram adaptativas, guiada pela seleção natural. Sendo assim, o exemplo da evolução dos répteis tipo mamíferos em mamíferos é um modelo evolutivo importante a ser analisado, que sugere uma ação cumulativa da seleção natural durante um longo período (de 100 milhões de anos).
A teoria da origem dos mamíferos é então baseada na macroevolução a partir da extrapolação da microevolução. Considera-se que pequenas mudanças evolutivas modificou, ao longo do tempo, gradualmente, os répteis em mamíferos.
Como conclusão, é importante ressaltar que este modelo extrapolativo não é o único que explica como a macroevolução pode ocorrer. Para explicar a evolução de grupos maiores, há também, conforme já mencionado, a alternativa teórica que considera que a microevolução e a macroevolução ocorrem por processos distintos. Esta teoria, como pode ser observado, não defende a extrapolação da microevolução. Porém, o modelo extrapolativo é o único que pode ser ilustrado com evidências fósseis. 
No caso do modelo extrapolativo, o acúmulo de alterações no decorrer do tempo que levariam à grandes mudanças pode ocorrer de duas maneiras: por meio do gradualismo, ou por meio do equilíbrio pontuado.